# MVP de las Finales de la Eurocup
El MVP de las Finales de la Eurocup, premio al Jugador Más Valioso de las finales EuroCup, es un galardón anual de la EuroCup, la competición internacional de baloncesto de clubes a nivel europeo, un nivel inferior a la Euroliga de primer nivel. El premio se creó en la temporada 2008-09.

## Criterio de selección

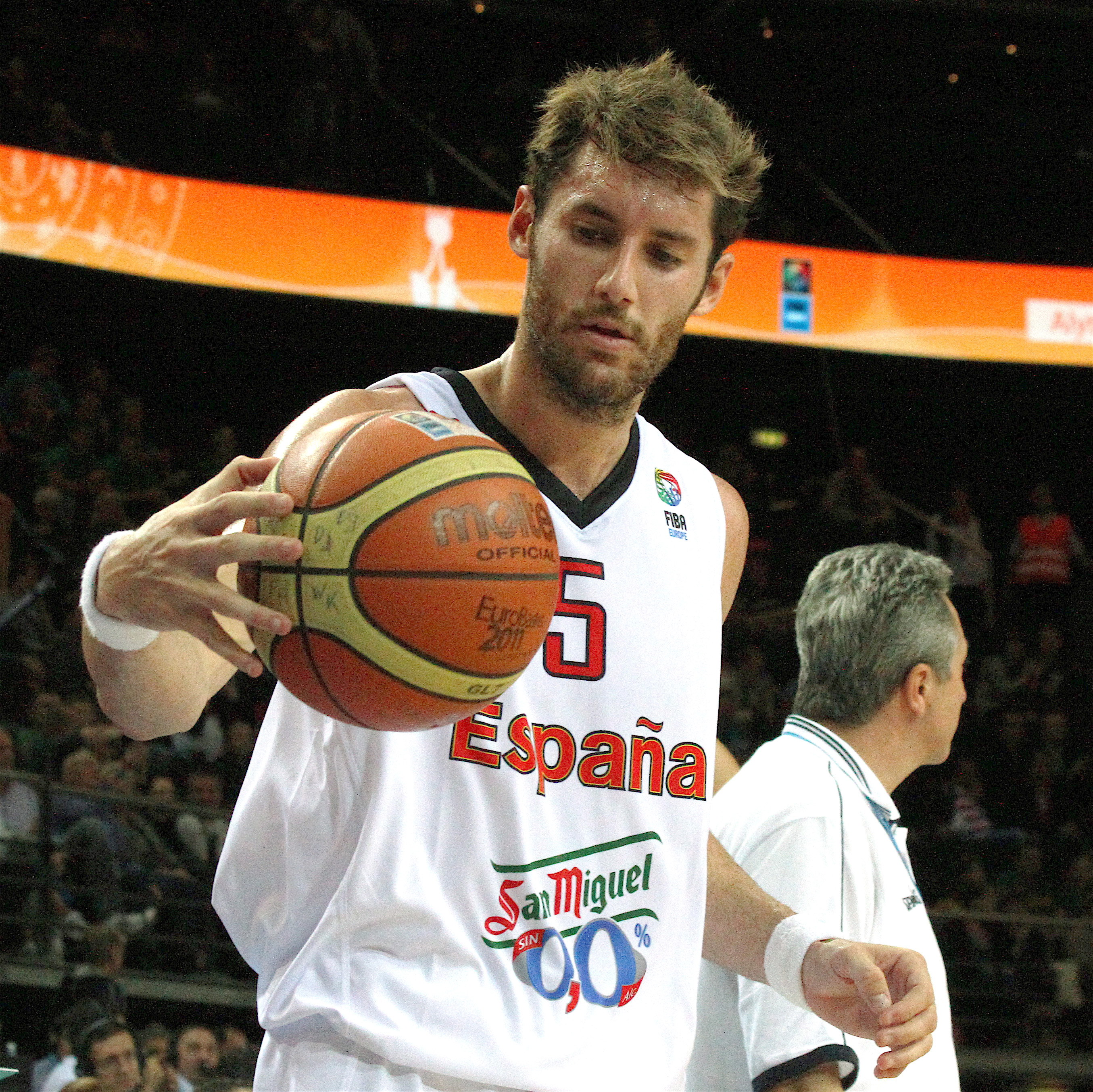
Rudy Fernández fue el MVP de las Finales de la EuroCup en 2008.

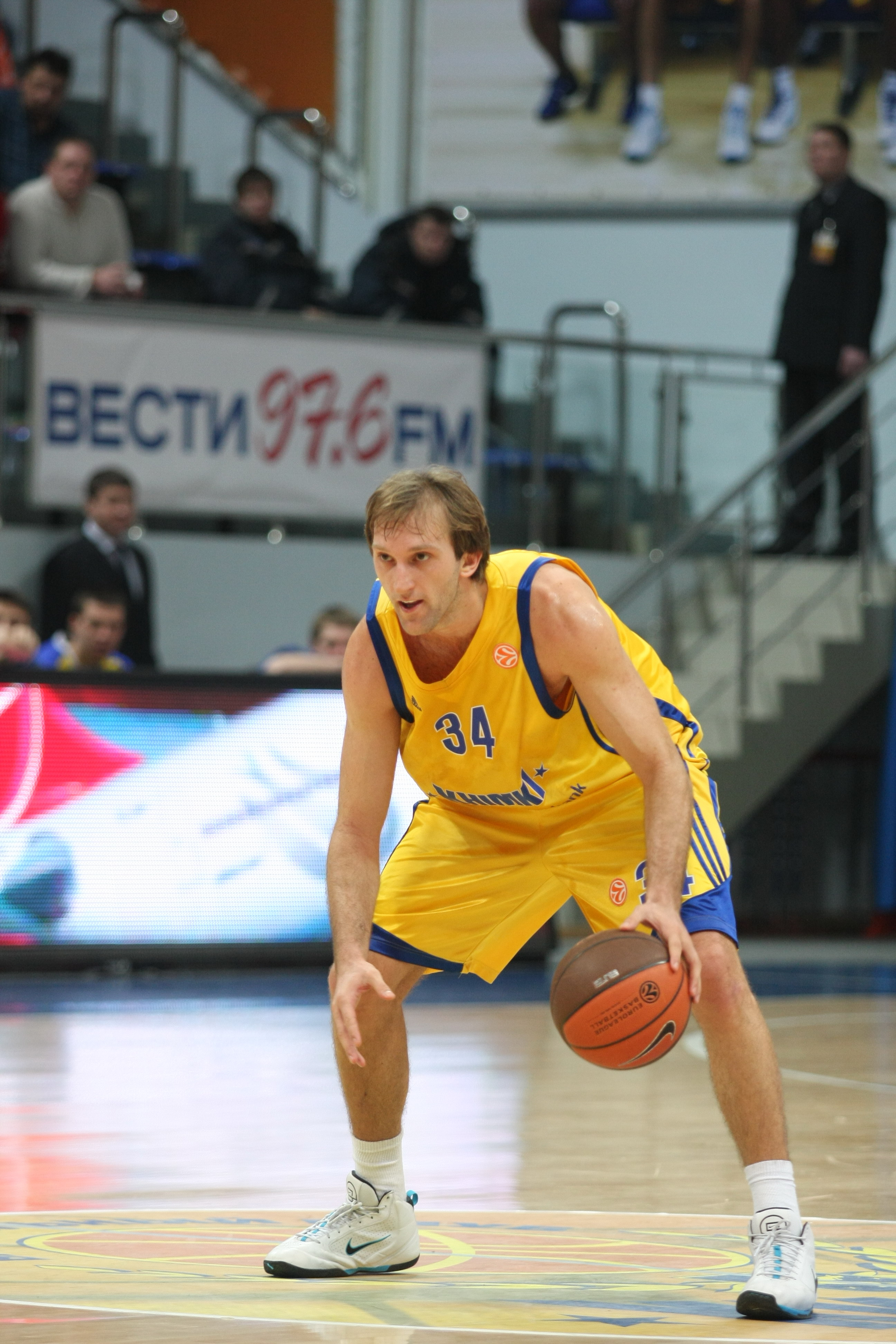
Zoran Planinić fue el MVP de las Finales de la EuroCup en 2012.

El MVP de las Finales de la Eurocup es seleccionado por un panel de expertos de baloncesto de la liga, desde su creación en la temporada 2008-09.

## Ganadores
| Temporada | Jugador                                                        | Equipo                                                         | Ref.                                                           |
| --------- | -------------------------------------------------------------- | -------------------------------------------------------------- | -------------------------------------------------------------- |
| 2002–03   | Dejan Tomašević                                                | Pamesa Valencia                                                |                                                                |
| 2003–04   | Kelly McCarty                                                  | Hapoel Migdal Jerusalem                                        |                                                                |
| 2004–05   | Robertas Javtokas                                              | Lietuvos Rytas                                                 |                                                                |
| 2005–06   | Ruben Douglas                                                  | Dynamo Moscow                                                  |                                                                |
| 2006–07   | Charles Smith                                                  | Real Madrid                                                    |                                                                |
| 2007–08   | Rudy Fernández                                                 | DKV Joventut                                                   |                                                                |
| 2008–09   | Marijonas Petravičius                                          | Lietuvos Rytas (2)                                             |                                                                |
| 2009–10   | Matt Nielsen                                                   | Power Electronics (2)                                          | [ 1 ]                                                          |
| 2010–11   | Marko Popović                                                  | Unics                                                          | [ 2 ]                                                          |
| 2011–12   | Zoran Planinić                                                 | BC Khimki                                                      | [ 3 ]                                                          |
| 2012–13   | Richard Hendrix                                                | Lokomotiv Kuban Krasnodar                                      |                                                                |
| 2013–14   | Justin Doellman                                                | Valencia Basket Club (3)                                       | [ 4 ]                                                          |
| 2014–15   | Tyrese Rice                                                    | Khimki Moscow Region (2)                                       | [ 5 ]                                                          |
| 2015–16   | Stephane Lasme                                                 | Galatasaray                                                    | [ 6 ]                                                          |
| 2016–17   | Alberto Díaz                                                   | Unicaja Málaga                                                 | [ 7 ]                                                          |
| 2017–18   | Scottie Wilbekin                                               | Darüşşafaka                                                    | [ 8 ]                                                          |
| 2018–19   | Will Thomas                                                    | Valencia Basket (4)                                            | [ 9 ]                                                          |
| 2019–20   | Sin premio por la cancelación debida a la pandemia de covid-19 | Sin premio por la cancelación debida a la pandemia de covid-19 | Sin premio por la cancelación debida a la pandemia de covid-19 |
| 2020–21   | Rob Gray                                                       | Monaco                                                         | [ 10 ]                                                         |
| 2021–22   | Miloš Teodosić                                                 | Virtus Segafredo Bologna                                       | [ 11 ]                                                         |
| 2022–23   | John Shurna                                                    | Club Baloncesto Gran Canaria                                   | [ 12 ]                                                         |
| 2023–24   | T. J. Shorts                                                   | Paris Basketball                                               | [ 13 ]                                                         |
| 2024–25   | Johnathan Motley                                               | Hapoel Tel Aviv                                                | [ 14 ]                                                         |